# تيري كينان
تيري كينان (بالإنجليزية: Terry Keenan)‏ هي صحفية أمريكية، ولدت في 16 مايو 1958 في ألباني في الولايات المتحدة، وتوفيت في 23 أكتوبر 2014 في نيويورك في الولايات المتحدة.